# Gerbillus poecilops
Gerbillus poecilops is een zoogdier uit de familie van de Muridae. De wetenschappelijke naam van de soort werd voor het eerst geldig gepubliceerd door Yerbury & Thomas in 1895.